# Adektitopus gordhi
Adektitopus gordhi är en stekelart som beskrevs av John S. Noyes och Hayat 1984. Adektitopus gordhi ingår i släktet Adektitopus och familjen sköldlussteklar. Inga underarter finns listade i Catalogue of Life.